# 皮西那乡
皮西那乡，是中华人民共和国新疆维吾尔自治区和田地區皮山县下辖的一个乡镇级行政单位。

## 行政区划
皮西那乡下辖以下地区：
加依托格拉克村、吾喀什村、布拉克贝希村、皮西那村、央塔克村、巴什阿孜干村和阿亚格阿孜干村。